# Ophiomyia campanularia
Ophiomyia campanularia este o specie de muște din genul Ophiomyia, familia Agromyzidae. A fost descrisă pentru prima dată de Singh și Garg în anul 1970. Conform Catalogue of Life specia Ophiomyia campanularia nu are subspecii cunoscute.